# 화려한 변신
"화려한 변신"은 1987년에 개봉한 대한민국의 영화이며 일류대학 일등신랑감 일등신부감이라면 사족을 못 쓰는 현실을 꼬집었고  신인 연기자들이 대거 출연하는 가운데서도 변우민 (유진 역)의 연기 및 자질이 한껏 돋보였으며 박선정 (이성애 역)은 해당 영화 출연 후 MBC 청소년드라마 《푸른 교실》 을 통해   TV 드라마에 데뷔했다.

## 캐스팅
- 김진경 : 김미옥 역
- 변우민 : 유진 역
- 박선정 : 이성애 역
- 강남길
- 전무송
- 박근형
- 김광배
- 방희
- 이완용
- 나기수
- 정세혁
- 박동룡
- 장선
- 길달호
- 권기하
- 홍성영
- 박용팔
- 신찬일
- 윤철형
- 심신
- 이해룡
- 남포동